# Campionati mondiali di ginnastica aerobica 2022
I Campionati mondiali di ginnastica aerobica 2022 sono stati la 17ª edizione della competizione organizzata dalla Federazione Internazionale di Ginnastica.
Si sono svolti a Guimarães, in Portogallo, dal 16 al 18 giugno 2022.

## Medagliere
| Pos.   | Nazione       | Oro | Argento | Bronzo | Totale |
| ------ | ------------- | --- | ------- | ------ | ------ |
| 1      | Ungheria      | 3   | 2       | 1      | 7      |
| 2      | Corea del Sud | 3   | 0       | 0      | 3      |
| 3      | Ucraina       | 1   | 1       | 0      | 2      |
| 4      | Vietnam       | 1   | 0       | 2      | 3      |
| 5      | Spagna        | 0   | 1       | 0      | 1      |
| 5      | Turchia       | 0   | 1       | 0      | 1      |
| 5      | Romania       | 0   | 1       | 0      | 1      |
| 5      | Brasile       | 0   | 1       | 0      | 1      |
| 5      | Bulgaria      | 0   | 1       | 0      | 1      |
| 10     | Italia        | 0   | 0       | 4      | 4      |
| 11     | Finlandia     | 0   | 0       | 1      | 1      |
| Totale | Totale        | 8   | 8       | 8      | 24     |

## Podi
| Evento                | Oro                   | Argento           | Bronzo       |
| Individuale maschile  | Kim Han-jin           | Miquel Mañé       | Davide Nacci |
| Individuale femminile | Anastasiia Kurashvili | Ayşe Begüm Onbaşı | Nea Kivelä   |
| Coppia mista          | Ungheria              | Brasile           | Vietnam      |
| Trio                  | Ungheria              | Bulgaria          | Vietnam      |
| Gruppo                | Vietnam               | Ungheria          | Italia       |
| Danza                 | Corea del Sud         | Ungheria          | Italia       |
| Step                  | Corea del Sud         | Ucraina           | Ungheria     |
| Gara a squadre        | Ungheria              | Romania           | Template:ITQ |